# Edward Bulwer-Lytton
Edward George Earle Lytton Bulwer-Lytton (ur. 25 maja 1803 w Londynie, zm. 18 stycznia 1873 w Torquay) – brytyjski polityk, poeta i pisarz, członek Partii Konserwatywnej, minister kolonii w drugim rządzie lorda Derby’ego.

## Życiorys
Był młodszym synem generała Williama Earle’a Bulwera i Elizabeth Warburton-Lytton, córki Richarda Warburtona-Lyttona. Początkowo nosił nazwisko „Butler”. Drugie nazwisko, Lytton, dodał w 1844 r. Jego ojciec zmarł, gdy Edward miał 4 lata. Następnie wraz z matką przeprowadził się do Londynu. W 1822 r. rozpoczął studia w Trinity College na Uniwersytecie w Cambridge. Wkrótce jednak przeniósł się do Trinity Hall. W 1827 r. poślubił Rosinę Wheeler i miał z nią dwoje dzieci – lady Emily Elizabeth i Edwarda Roberta Lyttona, późniejszego 1. hrabiego Lytton i wicekróla Indii. Małżonkowie znaleźli się w separacji w 1836 r.
W 1831 r. Edward został wybrany do Izby Gmin jako reprezentant okręgu St Ives z ramienia radykałów. Od 1832 r. reprezentował okręg wyborczy Lincoln. W 1838 r. otrzymał tytuł baroneta. W Izbie Gmin zasiadał do 1841 r. Przez następne lata wiele podróżował po Europie. Do parlamentu powrócił w 1852 r. jako konserwatywny reprezentant okręgu Hertfordshire. W latach 1858–1859 był ministrem kolonii. W 1866 r. otrzymał tytuł 1. barona Lytton i zasiadł w Izbie Lordów.

## Twórczość

### Powieści
- Pelham (1828, jeden z najwcześniejszych wątków detektywistycznych w literaturze)
- The Disowned (1829)
- Devereux (1829)
- Paul Clifford (1830)
- Eugeniusz Aram (1832)
- Godolphin (1833)
- Falkland (1834)
- Ostatnie dni Pompei (1834, wyd. polskie 1840)
- Młoda dziewczyna z Malines (1834)
- Rienzi (1835)
- The Student (1835)
- Ernest Maltravers (1837)
- Alice (1838)
- Night and Morning (1841)
- Zanoni (1842)
- The Last of the Barons (1843)
- Lucretia (1846)
- Harold, or The Last of the Saxon Kings (1848)
- The Caxtons (1849)
- My Novel (1853)
- What Will He Do With It? (1859)
- A Strange Story (1862)
- Nadchodząca rasa (1871, wyd. polskie 2018)
- Kenelm Chillingly (1873)

### Dramaty
- The Lady of Lyons (1838)
- Richelieu (1839)
- Money (1840)